# Ivan Papanin
Ivan Dmítrievitx Papanin (rus: Ива́н Дми́триевич Папа́нин, 26 de novembre [C.J. 14 de novembre] de 1894, Sebastòpol – 30 de gener de 1986, Moscou) fou un explorador de l'Àrtida soviètic, doctor en ciències geogràfiques (1938), contraalmirall (1943) i dues vegades Heroi de la Unió Soviètica (1937, 1940). Va dirigir l'expedició en què, probablement per primer cop, l'ésser humà va arribar al pol Nord geogràfic.

## Infància
Ivan Papanin es va criar en les circumstàncies més humils en una barriada als voltants de Sebastòpol. El seu pare Dmitri Papanin treballava de simple mariner, però no tenia ingressos fixos. La mare, Sekletínia Petrovna, mantenia la família fent feines de costurera.
Després d'estudiar durant 4 anys a l'escola primària, Papanin el 1908 (als 14 anys) va anar a treballar a la planta de fabricació de dispositius de navegació per a la Flota del Mar Negre, on es va formar per convertir-se en torner. El 1912, Papanin va ser traslladat a una drassana a Revel (avui Tallinn) com un dels millors empleats de l'empresa.

## Revolució
El novembre de 1914, Papanin va ser cridat a l'Armada a Crimea, on va ser testimoni de la Revolució de Febrer de 1917 i d'Octubre. Del 1918 al 1920, va participar en la Guerra Civil a Ucraïna i a Crimea (organització de grups de sabotatge i insurgents).
El 1920 Papanin va dirigir diverses operacions militars en el moviment clandestí bolxevic de Crimea. Quan la Guàrdia Blanca va envoltar tots els partidaris a les muntanyes, Papanin va escapar a Rússia a través de Turquia. Va ajudar a coordinar els moviments ofensius de l'Exèrcit Roig contra les tropes restants que encara eren fidels a l'emperador rus.
Després de la conquesta de Crimea, i per recomanació de Rozàlia Zemliatxka (una de les organitzadores del terror roig a Crimea), va ser nomenat comandant de la Txekà local el novembre de 1920. En les seves memòries, publicades en els anys de l'«estancament», quan parla de la seva feina en aquest càrrec Ivan Dmítrievitx es presenta com un investigador honest i incorruptible, que defensa l'observança de la "legalitat revolucionària" i l'humanisme en relació amb els arrestats. La incoherència d'aquesta imatge de la realitat es fa evident amb un breu repàs de l'activitat dels funcionaris de l'oficina del comandant del KGB als anys vint i trenta. Les funcions dels comandants (també se'ls anomenava "comissaris de la mort") incloïen l'aplicació de sentències i la gestió d'execucions.
| « | És fa difícil de dir quantes persones va enviar a l'altre món la Mauser de Papanin, però atès que el període de “treball” del futur conqueridor de l'Àrtida es donà durant el punt àlgid de la “neteja” de Crimea, la seva contribució personal al terror roig fou probablement considerable. | » |

El 1921 va ser traslladat a Khàrkiv pel comandant militar del Comitè Executiu Central d'Ucraïna, i després, de juliol de 1921 a març de 1922, va treballar com a secretari del Soviet Militar Revolucionari de la Flota del Mar Negre.
El 1922 va ser traslladat a Moscou com a comissari del departament econòmic del Comissariat Popular per a Afers Marítims del Poble, i el 1923 al Comissariat Popular de Correus i Telègrafs com a responsable de negocis i cap de la Direcció Central de la Guàrdia Militaritzada.

## Primeres experiències àrtiques
Com a cap de l'administració central del Comissariat Popular de Correus i Telègrafs, Papanin va entrar en contacte per primer cop amb l'Àrtida. Va ser subdirector de construcció d'una gran emissora de ràdio a Tommot (Iacútia), que es va completar en la meitat del temps previst. El 1931 va sorgir una altra oportunitat per viatjar a l'Àrtida: el dirigible alemany "Graf Zeppelin" havia estat autoritzat a explorar l'Àrtida soviètica i va volar a la Terra de Francesc Josep. L'encàrrec de Papanin era establir en aquesta ocasió en un trencaglaç una oficina de correus especial. L'experiència el va inspirar tant que la va aplicar a l'Institut Àrtic de l'URSS. En el segon any polar internacional 1932/3, amb ocasió del qual decidí establir nombroses estacions polars noves, fou nomenat cap de l'estació de Badia de Tikhaia, a la Terra de Francesc Josep. Allà va hivernar per primer cop a l'Àrtida.
A més de la construcció de l'estació, els científics ja van poder realitzar nombroses investigacions radioinvestigacions de l'atmosfera terrestre i observar com les ones de ràdio es propaguen a través de la reflexió a la ionosfera. Van poder determinar la posició de la tropopausa entre troposfera i estratosfera. A més, van produir un balanç de radiació durant l'any en condicions àrtiques i van observar fortes anomalies magnètiques a la Terra de Francesc Josep. Una correcció de la cartografia va demostrar que moltes de les illes havien estat incloses erròniament als mapes fins aquell moment.

## Al cap Txeliüskin

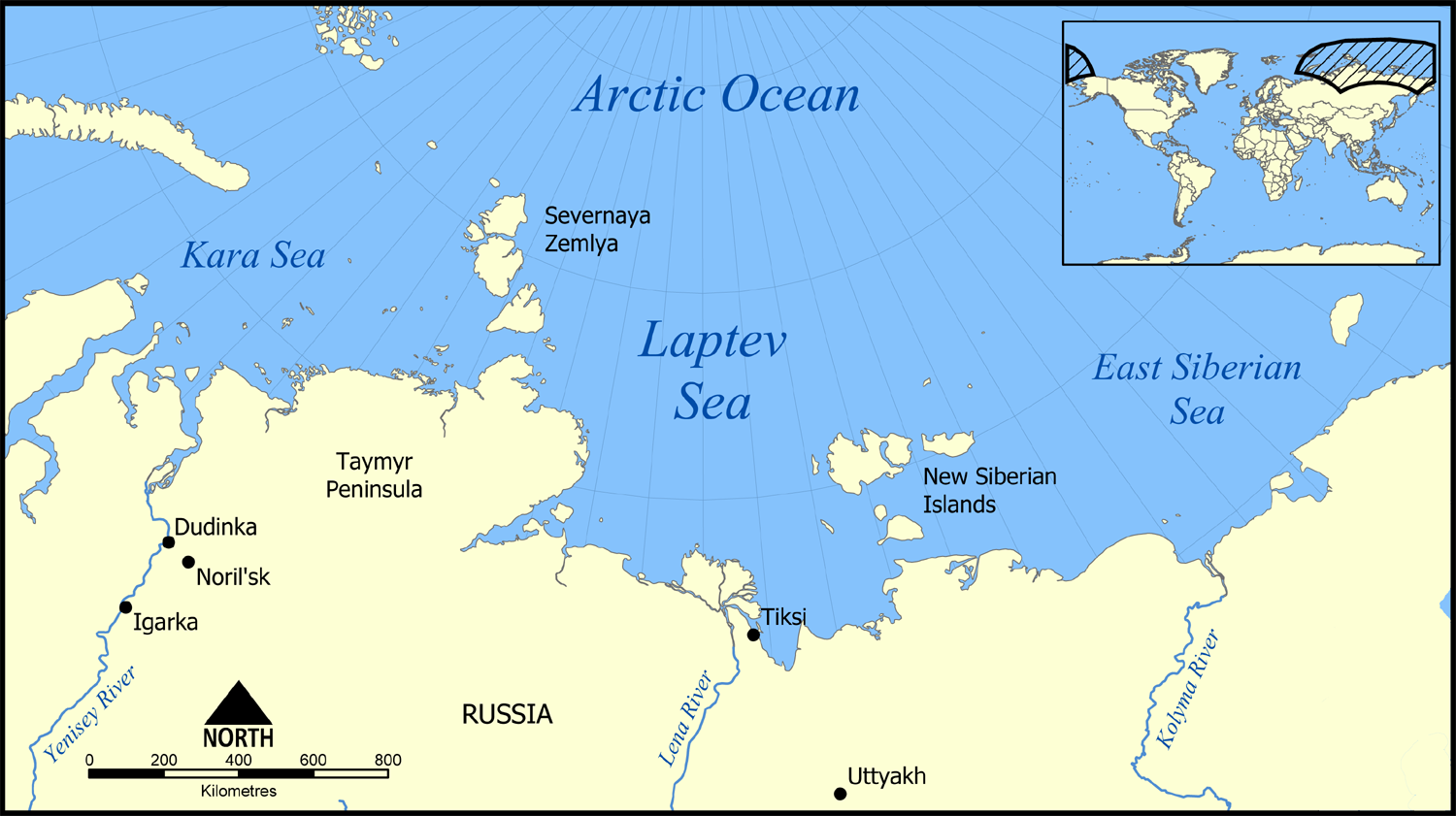
La península de Taimir (a la meitat esquerra del mapa)

El 1934, Ivan Papanin va rebre la següent ordre: havia de traslladar l'estació polar existent al punt més septentrional de la part continental asiàtica - el cap Txeliüskin a la península de Taimir. El lloc era d'interès estratègic perquè el contigu estret de Vilkitski és l'única connexió sense glaç a mig camí entre el mar de Kara i el mar de Làptev. Aquell mateix estiu es van construir cases i dipòsits, estacions científiques i un aerogenerador i, a partir de llavors, es van enviar informes hidrològics, meteorològics i geofísics diàriament a l'Institut de l'Àrtida. El grup va tornar a hivernar i, a la primavera següent, va explorar les condicions del gel a l'estret de Vilkitski amb tres avions. Papanin sempre va involucrat dones en activitats d'aquest tipus, en aquest cas la geofísica Anna Víktorovna Fiódorova i la seva futura esposa Galina Kiríl·lovna, aleshores només la tercera i la quarta dona en investigacions a l'Àrtida soviètica.

## Expedició al Pol Nord
El 1936, el Politburó va decidir crear una estació de glaç a la deriva al pol Nord per al vintè aniversari de la Revolució d'Octubre. Es van haver de resoldre nombrosos problemes tècnics; entre d'altres, els avions soviètics mai no havien aterrat en gel a la deriva. Ivan Papanin va ser nomenat cap de l'expedició. L'acompanyaven el geofísic i meteoròleg Ievgueni Fiódorov, l'oceanòleg Piotr Xirxov i l'operador de ràdio Ernst Krénkel.
En primer lloc, es va establir l'estació polar "Pol Nord-1" (en rus: "Séverni polius-1") a l'illa de Rodolf de la Terra de Francesc Josep, a 900 quilòmetres del Pol Nord. El 5 de maig de 1937 va volar per primera vegada un avió soviètic Túpolev PS-7 amb el pilot Pàvel Golovín en un vol de reconeixement al Pol. El 21 de maig, un ANT-6, sota comandament de Mikhaïl Vodopiànov, va enfilar cap al Pol i va aterrar a prop seu, a 89° 25′ 00″ N, 78° 40′ 00″ O / 89.41667°N,78.66667°O a les 11:35 hora de Moscou. El periodista i cinematògraf Mark Troianovski va saltar el primer sobre el gel.
En 274 dies, l'estació va avançar 2.500 quilòmetres per la costa est de Groenlàndia abans que l'expedició fos recollida per un trencaglaç a 70° 54′ 00″ N, 19° 48′ 00″ O / 70.90000°N,19.80000°O. Papanin sempre va suposar que l'estatunidenc Robert Peary havia estat el primer a arribar al Pol Nord. Tanmateix, atès que de la seva prioritat i de la de Frederick Cook ara existeixen dubtes raonables, probablement l'expedició dirigida per ell fou la que, per primera cop, va dur ésser humans sobre el gel a prop del Pol Nord. Tots els membres de l'expedició reberen el títol d'Heroi de la Unió Soviètica, un fet extremadament rar abans de la Segona Guerra Mundial.

## Direcció general de la ruta marítima del Nord
A causa de la seva expedició al Pol Nord, Ivan Papanin es va convertir en un dels ciutadans soviètics més populars de l'època de Stalin. Tot i això, les següents gires de conferències el van esgotar tant que va patir una angina de pit el 1938. No obstant això, el mateix any va ser nomenat subdirector de la Direcció general de la ruta marítima del Nord; un any després n'esdevingué el seu director. La seva primera tasca fou la construcció d'un drassana de reparació de vaixells a Múrmansk, per a la qual va mobilitzar 20.000 joves a través de la premsa. Durant el 1939 va navegar pel Pas del Nord-est d'oest a est i de tornada.
El 1938, el vaixell oceanogràfic Sedov va quedar atrapat pel gel de la banquisa i la seva tripulació va haver d'hivernar dues vegades. Papanin es va posar al capdavant d'una expedició de rescat amb el trencaglaç Ióssif Stalin. El 13 de gener de 1940, els mariners van ser alliberats després de 812 dies de deriva. Papanin va rebre per segona vegada el títol d'Heroi de la Unió Soviètica.

## Guerra a l'Àrtida
Durant la guerra finlandesosoviètica, Papanin va organitzar transports militars a la Mar Blanca. El 1941/42 va estar treballant a Arkhànguelsk, on va ampliar diversos ports, als quals arribaven subministraments dels aliats en virtut de la Llei de Prèstec i Arrendament. També va reparar el port de Múrmansk, malgrat la seva proximitat al front, perquè estava lliure de glaç fins i tot a l'hivern. Nomenat contraalmirall el 1943, va passar a la secció oriental de la Ruta del Mar del Nord per organitzar el trasllat dels avions dels Estats Units. A partir del 1944, Ivan Papanin va patir problemes tan greus a causa de la seva malaltia cardíaca, que finalment va haver de renunciar a la gestió de la ruta marítima del Nord el 1946.

## Construcció de la flota soviètica de recerca
A la tardor de 1948, el seu camarada de l'expedició del Pol Nord Piotr Xirxov, que ara dirigia l'Institut d'Oceanologia de l'Acadèmia de les Ciències, entre d'altres, va suggerir que es convertís en el seu adjunt, responsable d'expedicions. Es va reconvertir un vaixell de càrrega com a primer vaixell de recerca i es va batejar amb el nom de Vítiaz ("Cavaller"). Des de 1949, la nau va explorar el Pacífic i l'oceà Índic en 60 missions; gairebé tots els oceanòlegs soviètics es van formar al Vítiaz. Un dels objectius del treball se centrava en la investigació dels caladors de pesca i de la pesca d'importants espècies de peixos de granja. Més tard, es va establir un departament d'expedició marítim per a Papanin al Presidium de l'Acadèmia de les Ciències.
Al principi, disposava de vells vaixells de pesca reconvertits per a expedicions; El 1952 s'hi van afegir deu petits arrossegadors de l'RDA. A la preparació de l'Any Geofísic Internacional 1957/58, es van construir un total de tres embarcacions marines, el primer el vaixell de recerca Mikhaïl Lomonóssov, que es va utilitzar a l'Atlàntic. És a partir d'aquí que es va descobrir el corrent de Lomonóssov que baixava per l'Equador des d'Amèrica del Sud fins a l'Àfrica a una profunditat de 50 a 200 metres. A més, es va posar en servei una goleta no magnètica especial per mesurar el camp geomagnètic. El 30 de novembre de 1955 es va dur a terme la primera expedició antàrtica soviètica.

## Estació biològica de Borok
Als anys 50, a la riba de l'embassament de Ríbinsk, al curs superior del Volga, es va formar el primer l'Institut de Biologia de l'embassament i després, el 1962, l'Institut de Biologia de les Aigües Interiors de l'Acadèmia de Ciències de l'URSS, el primer director del qual va ser el llegendari explorador polar, i gràcies al qual el poble de Borok es va convertir en un modern centre científic. Va compaginar les seves funcions com a cap de les expedicions oceàniques soviètiques amb les de director de l'Institut. Aquí va passar els següents 20 anys de la seva vida.
Utilitzant l'exemple del pantà de Ríbinsk i el Volga, es va examinar el problema de la sobreexplotació pesquera i es van establir unes regles d'ús sostenible. Es prohibia la captura durant el període de cria, la caça furtiva i la pesca amb xarxes denses. L'institut es va convertir en el principal centre d'investigació en biologia d'aigua dolça a la Unió Soviètica i ha exercit un paper cabdal en la protecció del medi ambient. El 1972 va renunciar al seu càrrec a l'institut.
També va ser membre de la Comissió de Revisió del Comitè Central del PCUS i diputat del Soviet de les Nacionalitats del Soviet Suprem de l'URSS, en representació de la RSSA de Carèlia.
Ivan Papanin va morir el 1986 a l'edat de 91 anys a Moscou. Va ser enterrat al cementiri de Novodévitxi de la mateixa ciutat.

## Premis i condecoracions
- Dos cops Heroi de la Unió Soviètica (1937, 1940);
- Nou Ordes de Lenin (1937, 1938, maig 1944, 26.11. 1944, 1945, 1956, 1964, 1974, 1984);
- Orde de la Revolució d'Octubre (1971);
- Dues Ordes de la Bandera Roja (1919, 1950);
- Orde de Nakhímov de 1a classe (1945);[13]
- Orde de la Guerra Patriòtica de 1a classe (1985);
- Dues Ordes de la Bandera Roja del Treball (1955, 1980);
- Orde de l'Amistat dels Pobles (1982);
- Orde de l'Estrella Roja (11.1945);[14]
- Medalla pel Servei de Combat[15] (03.11.1944);
- Medalla per la victòria sobre el Japó[16] (1946)
- Medalla de la defensa de Moscou (1944)
- Medalla de la defensa de la Regió Àrtica Soviètica (1945)
- Medalla de la victòria sobre Alemanya en la Gran Guerra Patriòtica 1941-1945 (1945)
- Medalla del Centenari de Lenin;
- Medalla del 20è Aniversari de l'Exèrcit Roig d'Obrers i Camperols (1940);
- Gran medalla d'or per a treballs acadèmics de la Societat Geogràfica de l'URSS (1979)
- altres medalles, premis estrangers.
- Doctor en ciències geogràfiques (1938); (1938);
- Contraalmirall (1943);
- Ciutadà honorari de la ciutat heroica de Múrmansk (1974);
- Ciutadà honorari de la ciutat d'Arkhànguelsk (1975);
- Ciutadà honorari de la ciutat heroica de Sebastòpol (1979);
- Ciutadà honorari de Lípetsk;
- Ciutadà honorari de l'óblast de Iaroslavl;
- Ciutadà honorari de la República de Crimea;
- Insígnia "50 anys de militància al PCUS".

## Honors pòstums
Papanin és un nom que es dona a un cap de la península de Taimir, una muntanya a l'Antàrtida i una muntanya submarina a l'oceà Pacífic.